# Ahyeon (métro de Séoul)
Ahyeon (en coréen : 아현역) est une station de passage de la ligne 2 du métro de Séoul. Elle est située au 60 Sinchon-ro, Ahyeon-dong, dans l'arrondissement de Mapo-gu à Séoul en Corée du Sud.
Ouverte en 1984, la station est desservie par les rames omnibus qui circulent sur la ligne 2.

## Situation sur le réseau

Plan du réseau (2023)

La station souterraine de passage Ahyeon est située au nord-ouest de la ligne centrale circulaire de la ligne 2 du métro de Séoul. Elle est établie entre la station Chungjeongno, circulation dans le sens des aiguilles d'une montre, et la station Université des femmes Ewha, circulation dans le sens inverse des aiguilles d'une montre.

## Histoire
La station Ahyeon est ouverte le 22 mai 1984, lors de l'ouverture à l'exploitation de la première section de la ligne 2 du métro de Séoul,.

## Services aux voyageurs

### Accès et accueil
Établie au 60 Sinchon-ro, Ahyeon-dong, la station dispose de trois accès, numérotés de 1 à 3. Des escaliers, escaliers mécaniques et ascenseurs permettent les circulations piétonnes entre les différents niveaux. Elle est notamment équipée d'automates pour l'achat de titres de transport. Les quais de la station sont équipés de portes palières.

### Desserte
Ahyeon est desservie par les rames omnibus qui circulent sur la ligne 2.

Installations
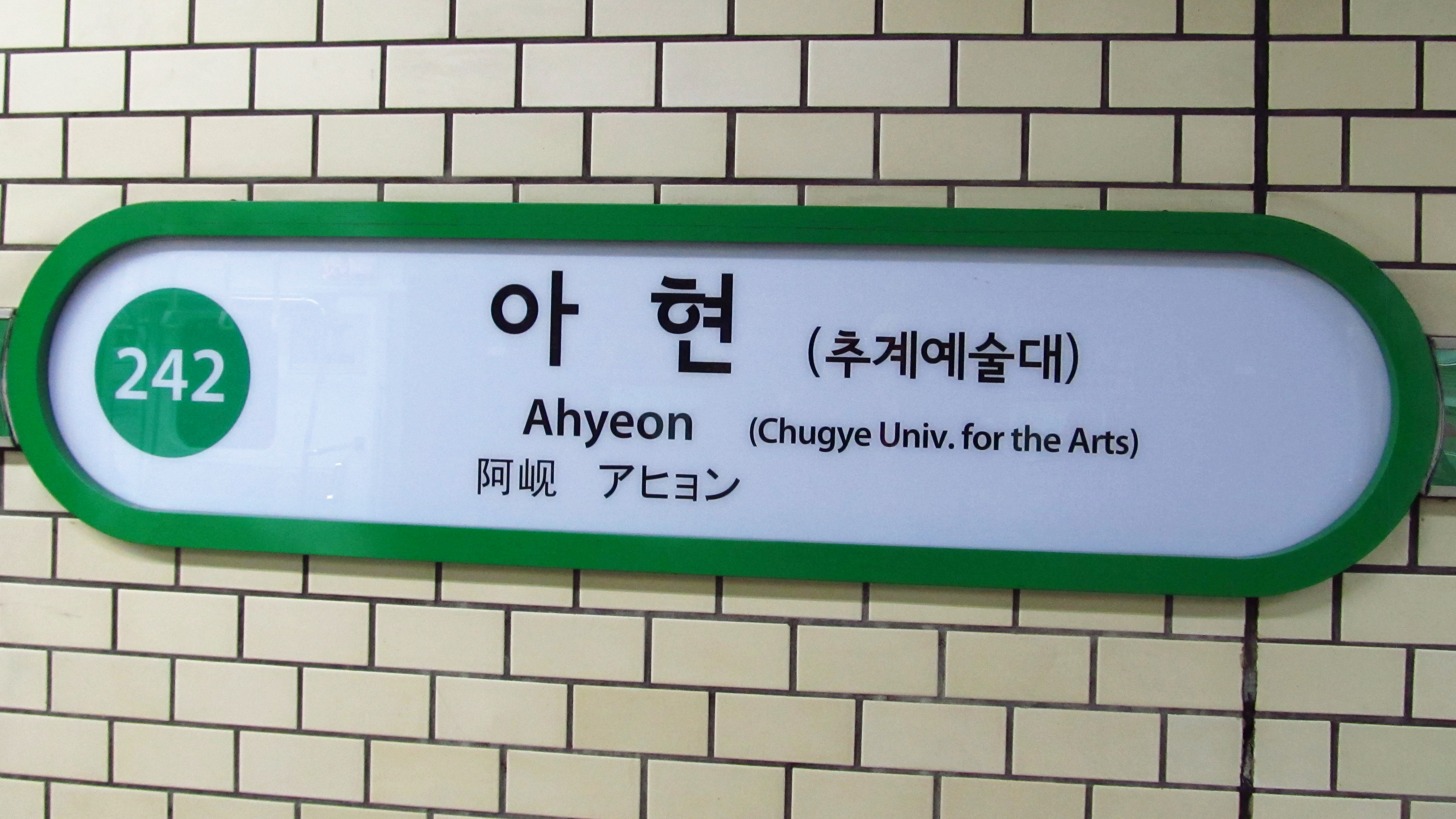
En 2018.
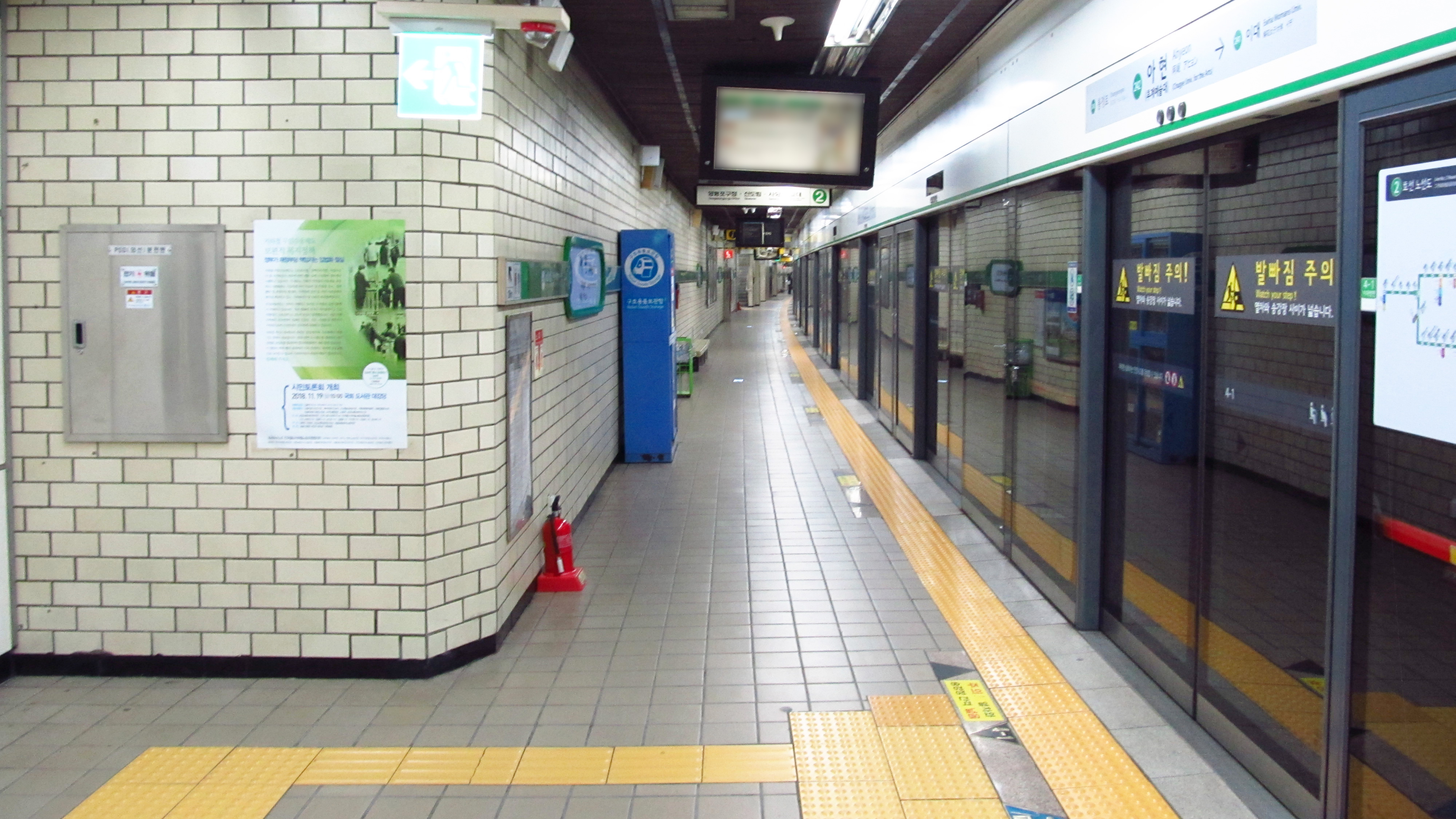
En 2018.

### Intermodalité
Des arrêts de bus urbains sont proches d'accès à la station.

## À proximité
On y trouve notamment : la Chugye University of Arts.